# Elaphoglossum apoense
Elaphoglossum apoense är en träjonväxtart som beskrevs av Holtt. Elaphoglossum apoense ingår i släktet Elaphoglossum och familjen Dryopteridaceae. Inga underarter finns listade.